# Лмбатаванк
Лмбатаванк (вірм. Լմբատավանք) розташований на північному заході Вірменії у марзі Ширак, за 105 км на північний захід від столиці, за декілька кілометрів від міста Артік поруч з кар'єрами каменоломні.
Лмбатаванк, відомий в літературі також як Кармірванк, — одна з найкращих хрестово-купольних пам'яток Вірменії. Церква св. Степаноса датується VII століттям, коли визначилися основні риси класичного стилю.
Пам'ятник цей чудовий своїми унікальними фресками. Зміст фрески було присвячено біблійного сюжету вознесіння Христа. Його постать перебувала в центрі, між серафимами і палаючими колесами. На тлі язиків вогню і зараз ще можна розрізнити підніжжя трону, веселку під ним, ноги Христа і частину одягу. На краю апсиди були зображені два вершники на білому і вороному конях (один з них зі щитом за спиною і жезлом в руках — Георгій). Обличчя їх вже не розгледіти, але видно, що виконані фігури майстерно і по малюнку, і по пропорціях, і за динамічністю.
Живопис і архітектура тут взаємопов'язані, доповнюють і збагачують одне одного, утворюючи нерозривний сплав мистецтв.

## Ресурси Інтернету
- Є непогані світлини [Архівовано 22 березня 2012 у Wayback Machine.]
- Чудове фото